# Medaglia per le scienze e per le arti (Austria)
La medaglia per le scienze e per le arti fu una medaglia di benemerenza dell'Impero austriaco, rifondata nel 1955.

## Storia
La decorazione, detta anche "medaglia pro literis et artibus", venne fondata il 28 agosto 1887 dall'Imperatore Francesco Giuseppe d'Austria ed andava a sostituire un precedente premio di riconoscimento istituito dall'Imperatore Ferdinando I nel 1835 per ricompensare quanti si fossero distinti in maniera particolare nei campi delle arti e delle scienze in Austria e nei paesi componenti l'Impero. La decorazione è stata rifondata il 25 maggio 1955.

## Classi
La decorazione dispone delle seguenti classi di benemerenza:
- Medaglia per le scienze e per le arti
- Croce d'Onore per le scienze e per le arti di I Classe
- Croce d'Onore per le scienze e per le arti

| Nastri                                     |                                                        |                                       |
| Croce d'Onore per le scienze e per le arti | Croce d'Onore per le scienze e per le arti di I Classe | Medaglia per le scienze e per le arti |

## Insegna
- La medaglia consisteva in una medaglia ovale realizzata in oro, unita al nastro di sostegno tramite una rappresentazione della corona imperiale. La medaglia rappresentava sul diritto un busto di Francesco Giuseppe rivolto a sinistra con l'iscrizione FRANC·JOS·I·AVSTR IMP·REX·BOH·Etc. ·ET·HVNG·REX·AP· (Francesco Giuseppe I Imperatore d'Austria, Re di Boemia, ecc. e Re Apostolico d'Ungheria). Sul retro, all'interno di una corona d'alloro, si legge l'iscrizione latina LITERIS ET ARTIBVS.
- Il nastro della medaglia era ed è rosso e veniva portato al collo per i decorati maschi, mentre le dame portavano il nastro a mo' di fiocco appuntato sulla parte destra del petto.

La decorazione non era trasmissibile e come tale, alla morte dell'insignito, la medaglia doveva fare ritorno al governo.
La medaglia poteva essere concesso anche a personalità straniere, come ad esempio la Regina Elisabetta di Romania che ricevette questa decorazione il 28 settembre 1896, col particolare merito di godere di una decorazione in brillanti dato il suo rango.